# Інверторний компресор
Інверторний компресор (інверторна технологія керування компресором) —  технологічна розробка, яка забезпечує плавність керування продуктивністю побутової техніки та полягає у тому, що струм до електродвигуна компресора побутового приладу подається не безпосередньо від мережі, а крізь інвертор, який спочатку перетворює змінний струм електромережі на постійний, а потім знову на керований змінний. Це дає можливість розміреного регулювання кутової швидкості обертання мотора компресора залежно від теплового навантаження у просторі, на який працює цей компресор (кондиціонера чи холодильника).

## Спосіб роботи інверторного компресора
Інверторна технологія керування компресором передбачає, що струм до компресора електричного пристрою, подається не прямо від мережі, а крізь частотний перетворювач частоти. Частотний перетворювач частоти напруги, спочатку за допомогою випрямляча (діодний міст) перетворює змінний струм на постійний, а далі інвертор перетворює цю постійну напругу на змінну, але іншої частоти. Водночас, частота і величина напруги можуть плавно змінюватись в широких межах від 0 герц до номінальних 50, 60 чи більше герц. Це дає можливість плавного регулювання потужності компресора залежно від теплового навантаження на виході[джерело?].
Як двигун можна використовувати простий конструктивно та надійний індукційний двигун. Також така схема увімкнення забезпечує плавний пуск двигуна що зменшує динамічні зусилля під час увімкнення на механічні частини двигуна і компресора, що сприяє довговічності. Ще побічним його завданням, є усталення рівня напруги на двигуні, відповідно до частоти та незалежно від її поточного значення в електромережі і короткочасних коливань, що важливо там де нестабільне електроживлення. 
Можливо, правильніше це було називати компресор із частотним перетворювачем, але маркетологи вирішили назвати «інверторний» бо так напевно гарніше звучить для пересічного громадянина, це стосується й інших пристроїв де використовують таке означення[джерело?].
Саме означення «Інверторний компресор» тільки визначає спосіб керування електродвигуном компресора, але сам компресор може бути будь якого типу поршневий, гвинтовий, спіральний[джерело?].
Звичайний двигун компресора має лише два режими: увімкнено і вимкнено. Через це, традиційний компресор працює короткими проміжками: вмикається на повну потужність, доводить температуру до заданої, вимикається і переходить в режим очікування, поки вона знову не зміниться в той або інший бік[джерело?].
Інверторний компресор працює інакше. Для швидкого досягнення заданої користувачем температури, контролер інвертора плавно збільшує кутову швидкість обертання двигуна компресора. Компресор пристрою (кондиціонера або холодильника) починає посилено працювати доти, поки температура не досягне заданого значення. Тоді швидкість обертання двигуна (потужність) знижується, але компресор продовжує працювати, підтримуючи постійну температуру з найменшими відхиленнями. Отже, в процесі роботи інверторного пристрою немає почергового увімкнення/вимкнення компресора. До того ж, такий спосіб роботи значно заощаджує електроенергію.

## Переваги інверторного компресора
Швидкість набору заданої температури — З увімкненням інверторного кондиціонера чи холодильника, компресор автоматично видає найбільшу потужність, що дозволяє майже вдвічі швидше охолоджувати, порівняно з не інверторними приладами.
Точна підтримка заданої температури — Коли заданого рівня температури досягнуто, компресор не вимикається, а просто знижує оберти, тим самим постійно підтримуючи температуру повітря на потрібному рівні.
Низьке енергоспоживання — Звичайний компресор, набравши задану температуру, вимикається. Коли температура повітря зміниться, він увімкнеться знов. Через це температура в приміщенні постійно скаче, а енергії на частий пуск та постійну роботу на повну потужність, витрачається значно більше, ніж на плавну роботу інверторного компресора на низьких обертах. Інверторна технологія дозволяє компресору працювати постійно, водночас споживання електроенергії знижується.
Довговічність — Часті увімкнення-вимкнення компресора шкідливі для його механізму і швидше виводять його з ладу (зменшують довготривалість). Інверторна технологія дозволяє компресору працювати плавно і з низькою потужністю, тож його термін служби збільшується.
Безшумність — Інверторний компресор працює значно тихіше порівняно зі звичайним.

## Застосування інверторів у побуті
У побуті інверторна технологія зазвичай застосовується у мікрохвильових печах, кондиціонерах та холодильниках, забезпечуючи безперервне та рівномірне нагрівання або охолодження, а у пральних машинах — дбайливе прання.

### Інверторні мікрохвильові печі
На відміну від звичайної мікрохвильової печі, в якій потужність випромінювання залежить від почергового вмикання магнетрона, інверторна мікрохвильова піч безпосередньо підтримує потужність мікрохвиль, забезпечуючи їхню безперервну плавну дію на продукт.
Зовні такі печі майже ніякої відмінності не мають, за винятком трохи меншої маси (що для такого пристрою є незначним). Завдяки цьому, їжа не набуває властивої для звичайної мікрохвильової печі «розвареної» структури та водночас зберігає більше поживних речовин і вітамінів. Смакові якості їжі також залишаються на висоті.

### Кондиціонери з інверторним компресором
Інверторний компресор кондиціонера перетворює змінний струм на постійний, а потім знову з постійного в змінний. Впродовж другого перетворення напруга і частота струму змінюються, що дозволяє вільно змінювати швидкість обертання компресора і, відповідно, потужність охолодження або обігріву кондиціонера. В силу цієї технології такі пристрої ощадніші, швидше охолоджують чи обігрівають, краще підтримують задану температуру (затишок) і створюють менше шуму, ніж кондиціонери зі звичайним компресором. Інверторні компресори таких кондиціонерів надійніші за звичайні, що забезпечується 10-річною гарантією виробника.

### Холодильники з інверторним компресором
Використання новітніх інверторних компресорів у холодильниках знижує споживання ними електроенергії та підвищує продуктивність їх роботи завдяки автоматичній зміні потужності залежно від навколишніх умов. Системи холодильника реагують на спекотну погоду, гарячу їжу чи часте відкриття дверцят, і швидше охолоджують повітря. Якщо в цьому немає потреби, то інвертор просто уповільнює хід роботи двигуна, що скорочує енергоспоживання. Крім того, двигун з інверторним компресором відзначається майже безшумною роботою та високою надійністю — наприклад, компанія Samsung Electronics надає 10-річну гарантію на роботу інверторного двигуна у власних холодильниках.

### Пральні машини з інверторним двигуном
Безщітковий інверторний двигун пральної машини забезпечує значне заощадження електроенергії, триваліший термін роботи машини, скорочення програм прання в середньому на 25 % з високою якістю прання. Порівняно зі звичайними двигунами, підтримує інтенсивність обертання барабану на одному рівні до 95 % часу прання. Водночас, перерв в роботі двигуна якраз досить, щоби барабан зупинився, і почалося його обертання в інший бік.